# ناتالي نيكلسون
ناتالي نيكلسون (بالإنجليزية: Natalie Nicholson)‏ هي لاعبة كرلنغ أمريكية، ولدت في 10 مارس 1976 في سياتل في الولايات المتحدة.

## وصلات خارجية
- ناتالي نيكلسون على موقع الاتحاد الدولي للكرلنغ (الإنجليزية)
- ناتالي نيكلسون على موقع اللجنة الأولمبية الدولية (الإنجليزية)
- ناتالي نيكلسون على موقع أوليمبيديا (الإنجليزية)
- ناتالي نيكلسون على موقع اللجنة الأولمبية والبارالمبية الأمريكية (الإنجليزية)